# Patrick Space Force Base
Pour les articles homonymes, voir COF.
La Patrick Space Force Base (code IATA : COF) est une base de l'United States Air Force située entre Satellite Beach et Cocoa Beach, dans le comté de Brevard (Floride), au sud-est des États-Unis. Elle porte le nom du Major General Mason Patrick. 

## Historique
Cette base aérienne est ouverte en 1950 et dépend alors de l'United States Air Force.
Base de l'Air Force Space Command (AFSPC) jusqu’à son rattachement le 20 décembre 2019 à la United States Space Force, elle accueille la 45th Space Wing, la 920th Rescue Wing, l'Air Force Technical Applications Center (en) et le Defense Equal Opportunity Management Institute.
Elle devient le 9 novembre 2020 la Patrick Space Force Base. Le 45th Space Wing est renommé Space Launch Delta 45 le 11 mai 2021.